# Cristian Dell'Orco
Cristian Dell'Orco (Sant'Angelo Lodigiano, 10 febbraio 1994) è un calciatore italiano, difensore del Perugia.

## Caratteristiche tecniche
Gioca come terzino sinistro, ma all'occorrenza può essere schierato anche come difensore centrale o come esterno di centrocampo. Dispone di una buona base tecnica e di un'ottima struttura fisica.

## Carriera

### Club

#### Giovanili ed esperienze in prestito
Dell'Orco inizia a giocare nel Tavazzano, dove rimane fino alla categoria esordienti, per poi trasferirsi nelle giovanili del Fanfulla e, quindi, negli Allievi del Parma. Nel 2011 a soli 17 anni viene mandato in prestito al Fiorenzuola, con cui debutta in Serie D l'11 settembre 2011 nella vittoria per 3-1 sul campo del Pizzighettone. Con i rossoneri disputa da titolare il campionato di Serie D 2011-2012; rientrato ai gialloblu, dopo un'ulteriore stagione nella formazione Primavera passa in prestito prima alla Feralpisalò, in Lega Pro Prima Divisione, con cui il 3 agosto 2013, nella sconfitta per 3-1 sul campo del L.R. Vicenza valida per il primo turno di coppa Italia, fa il suo esordio nei professionisti. Il 15 dicembre segna la sua prima rete in carriera nel pareggio 1-1 sul campo del Savona. Passa poi all'Ascoli, in Lega Pro. Debutta con i piceni il 9 agosto 2014 nella vittoria per 4-3 in casa del Gubbio valida per la fase a gironi di coppa Italia Lega Pro. Contro il Gubbio segna anche la sua unica rete in maglia bianconera nella sfida di campionato terminata 2-2.
Nell'estate 2015 rimane svincolato a causa del fallimento del Parma, e viene ingaggiato a parametro zero dal Sassuolo, che lo gira immediatamente in prestito al Novara. Con i piemontesi debutta in serie B il 6 settembre 2015 nel pareggio casalingo per 1-1 contro il Latina. Nonostante una pubalgia, totalizza 28 presenze in campionato e raggiungendo per il terzo anno consecutivo i play-off.

#### In Serie A
A fine stagione fa rientro al Sassuolo e, dopo un infortunio durante il precampionato, esordisce in Serie A il 30 ottobre 2016 sul campo della Lazio.
Il 19 maggio 2017 gli viene diagnosticata una lesione completa del legamento crociato anteriore del ginocchio sinistro con la contemporanea lesione del legamento collaterale mediale e l’interessamento dei due menischi, configurandogli un lungo periodo di stop e ponendo fine alla sua stagione in cui totalizza 9 presenze in campionato ed una in coppa Italia. Il successivo 25 maggio viene sottosposto ad un intervento di ricostruzione del legamento crociato anteriore del ginocchio sinistro e alla revisione dei menischi. L'anno successivo gioca solo 8 partite (tutte nel girone di ritorno) a causa dei problemi al crociato.
Il 31 gennaio 2019 viene ceduto in prestito con diritto di riscatto all'Empoli in cui ritrova Giuseppe Iachini, suo allenatore l'anno prima al Sassuolo. Fa il suo debutto con i toscani il 7 febbraio successivo nella sconfitta per 1-0 sul campo della Lazio. Il 2 marzo 2019 segna il suo primo gol in serie A nel match pareggiato 3-3 contro il Parma. Conclude la metà di stagione empolese, terminata con la retrocessione dei toscani in Serie B, con una rete in 12 presenze.
Non venendo riscattato, al termine del campionato fa ritorno a Sassuolo che nel corso dell'estate lo gira, sempre in prestito, al Lecce. Debutta con i salentini il 18 agosto 2019 nella gara vinta in casa per 4-0 contro la Salernitana, valida per il terzo turno di Coppa Italia. Nella stagione, conclusasi con la retrocessione dei giallorossi in Serie B, mette a referto 14 presenze in campionato e 2 presenze in Coppa Italia.
Ritornato al Sassuolo, l'11 settembre 2020 viene annunciato il suo trasferimento in prestito allo Spezia, squadra neopromossa in Serie A. Fa il suo debutto con i liguri il 28 settembre successivo nella partita casalinga persa per 4-1 contro il Sassuolo. Termina la stagione, nella quale viene utilizzato poco dall'allenatore Vincenzo Italiano, con 8 presenze in campionato e 3 in Coppa Italia.

#### La discesa in Serie B a Perugia
Il 16 luglio 2021 viene acquistato a titolo definitivo dal Perugia. Debutta con gli umbri l'8 agosto successivo nella partita vinta per 1-0 contro il Südtirol valida per il turno preliminare di Coppa Italia. Designato come vice-capitano alle spalle di Angella, il 6 novembre 2021, nella sconfitta per 4-1 sul campo del Como, veste per la prima volta la fascia da capitano, rivestendola successivamente in diverse occasioni in caso di assenza del capitano della formazione umbra. Alla fine dell'anno, nel quale il Perugia viene eliminato dal Brescia nel turno preliminare dei play-off totalizza 26 presenze in campionato, una nei playoff e due in Coppa Italia, segnalandosi tra le rivelazioni della squadra nonostante qualche acciacco fisico.
Rimasto in terra umbra anche nell'annata successiva, il 24 febbraio 2023, nel corso della partita con il Pisa, terminata sul punteggio di 2-1 per i toscani, subisce una lesione al legamento crociato anteriore destro che lo obbliga, quattro giorni più tardi, a sottoporsi all'operazione di ricostruzione del legamento stesso, che sancisce la fine anticipata della sua stagione. Dopo essere ritornato in campo con la maglia degli umbri all'inizio della stagione 2023-2024, nel mese di ottobre Dell'Orco è vittima di un infortunio al menisco del ginocchio destro, che lo obbliga a subire un nuovo intervento chirurgico.
Terminata la stagione con 17 presenze totali tra campionato e play-off, nell'estate 2024, nel corso del ritiro precampionato, subisce un ulteriore infortunio, questa volta al ginocchio sinistro, che lo obbliga ad un nuovo intervento chirurgico per sanare una lesione del menisco mediale e laterale e che lo costringe a saltare tutto il girone di andata, con il ritorno in campo che avviene nel gennaio 2025, nella partita pareggiata per 1-1 contro la SPAL, dopo quasi un anno dall'ultima apparizione di Dell'Orco nell'undici titolare.

### Nazionale
Ha fatto parte delle nazionali italiane Under-19 e Under-20; con quest'ultima ha partecipato al torneo Quattro Nazioni nel 2014 e nel 2015. Nel novembre 2015 viene convocato da Luigi Di Biagio nella nazionale Under-21 in sostituzione dell'infortunato Nicola Murru, senza tuttavia esordire con gli azzurrini.
Il 9 aprile 2017 riceve la sua prima convocazione con la nazionale maggiore, in occasione del terzo raduno stagionale per i calciatori emergenti a Coverciano.

## Statistiche

### Presenze e reti nei club
Statistiche aggiornate al 28 aprile 2025.
| Stagione        | Squadra         | Campionato      | Campionato | Campionato | Coppe nazionali | Coppe nazionali | Coppe nazionali | Coppe continentali | Coppe continentali | Coppe continentali | Altre coppe | Altre coppe | Altre coppe | Totale | Totale |
| Stagione        | Squadra         | Comp            | Pres       | Reti       | Comp            | Pres            | Reti            | Comp               | Pres               | Reti               | Comp        | Pres        | Reti        | Pres   | Reti   |
| --------------- | --------------- | --------------- | ---------- | ---------- | --------------- | --------------- | --------------- | ------------------ | ------------------ | ------------------ | ----------- | ----------- | ----------- | ------ | ------ |
| 2011-2012       | Fiorenzuola     | D               | 34         | 0          | CI-D            | 1               | 0               | -                  | -                  | -                  | -           | -           | -           | 35     | 0      |
| 2013-2014       | Feralpisalò     | 1D              | 25+1       | 2+0        | CI+CI-LP        | 1+0             | 0               | -                  | -                  | -                  | -           | -           | -           | 27     | 2      |
| 2014-2015       | Ascoli          | LP              | 25+1       | 1+0        | CI-LP           | 1               | 0               | -                  | -                  | -                  | -           | -           | -           | 27     | 1      |
| 2015-2016       | Novara          | B               | 28+3       | 0          | CI              | 0               | 0               | -                  | -                  | -                  | -           | -           | -           | 31     | 0      |
| 2016-2017       | Sassuolo        | A               | 9          | 0          | CI              | 1               | 0               | UEL                | 0                  | 0                  | -           | -           | -           | 10     | 0      |
| 2017-2018       | Sassuolo        | A               | 8          | 0          | CI              | 0               | 0               | -                  | -                  | -                  | -           | -           | -           | 8      | 0      |
| 2018-gen. 2019  | Sassuolo        | A               | 3          | 0          | CI              | 2               | 0               | -                  | -                  | -                  | -           | -           | -           | 5      | 0      |
| Totale Sassuolo | Totale Sassuolo | Totale Sassuolo | 20         | 0          |                 | 3               | 0               |                    | 0                  | 0                  | -           | -           | -           | 23     | 0      |
| gen.-giu. 2019  | Empoli          | A               | 12         | 1          | -               | -               | -               | -                  | -                  | -                  | -           | -           | -           | 12     | 1      |
| 2019-2020       | Lecce           | A               | 14         | 0          | CI              | 2               | 0               | -                  | -                  | -                  | -           | -           | -           | 16     | 0      |
| 2020-2021       | Spezia          | A               | 8          | 0          | CI              | 3               | 0               | -                  | -                  | -                  | -           | -           | -           | 11     | 0      |
| 2021-2022       | Perugia         | B               | 27+1       | 0          | CI              | 2               | 0               | -                  | -                  | -                  | -           | -           | -           | 30     | 0      |
| 2022-2023       | Perugia         | B               | 21         | 0          | CI              | 1               | 0               | -                  | -                  | -                  | -           | -           | -           | 22     | 0      |
| 2023-2024       | Perugia         | C               | 15+2       | 0          | CI-C            | 0               | 0               | -                  | -                  | -                  | -           | -           | -           | 17     | 0      |
| 2024-2025       | Perugia         | C               | 12         | 0          | CI-C            | 0               | 0               | -                  | -                  | -                  | -           | -           | -           | 12     | 0      |
| Totale Perugia  | Totale Perugia  | Totale Perugia  | 75+3       | 0          |                 | 3               | 0               |                    | -                  | -                  |             | -           | -           | 81     | 0      |
| Totale carriera | Totale carriera | Totale carriera | 248        | 4          |                 | 14              | 0               |                    | 0                  | 0                  |             | -           | -           | 262    | 4      |

### Cronologia delle presenze e reti in nazionale
| Cronologia completa delle presenze e delle reti in nazionale ― Italia under 19 | Cronologia completa delle presenze e delle reti in nazionale ― Italia under 19 | Cronologia completa delle presenze e delle reti in nazionale ― Italia under 19 | Cronologia completa delle presenze e delle reti in nazionale ― Italia under 19 | Cronologia completa delle presenze e delle reti in nazionale ― Italia under 19 | Cronologia completa delle presenze e delle reti in nazionale ― Italia under 19 | Cronologia completa delle presenze e delle reti in nazionale ― Italia under 19 | Cronologia completa delle presenze e delle reti in nazionale ― Italia under 19 |
| Data                                                                           | Città                                                                          | In casa                                                                        | Risultato                                                                      | Ospiti                                                                         | Competizione                                                                   | Reti                                                                           | Note                                                                           |
| ------------------------------------------------------------------------------ | ------------------------------------------------------------------------------ | ------------------------------------------------------------------------------ | ------------------------------------------------------------------------------ | ------------------------------------------------------------------------------ | ------------------------------------------------------------------------------ | ------------------------------------------------------------------------------ | ------------------------------------------------------------------------------ |
| 27-3-2013                                                                      | Manzano                                                                        | Italia under 19                                                                | 1 – 1                                                                          | Slovacchia under 19                                                            | Amichevole                                                                     | -                                                                              | 67’                                                                            |
| 24-4-2013                                                                      | Manzano                                                                        | Italia under 19                                                                | 5 – 0                                                                          | Kazakistan under 19                                                            | Amichevole                                                                     | -                                                                              | 46’                                                                            |
| Totale                                                                         |                                                                                | Presenze                                                                       | 2                                                                              |                                                                                | Reti                                                                           | 0                                                                              |                                                                                |

| Cronologia completa delle presenze e delle reti in nazionale ― Italia under 20 | Cronologia completa delle presenze e delle reti in nazionale ― Italia under 20 | Cronologia completa delle presenze e delle reti in nazionale ― Italia under 20 | Cronologia completa delle presenze e delle reti in nazionale ― Italia under 20 | Cronologia completa delle presenze e delle reti in nazionale ― Italia under 20 | Cronologia completa delle presenze e delle reti in nazionale ― Italia under 20 | Cronologia completa delle presenze e delle reti in nazionale ― Italia under 20 | Cronologia completa delle presenze e delle reti in nazionale ― Italia under 20 |
| Data                                                                           | Città                                                                          | In casa                                                                        | Risultato                                                                      | Ospiti                                                                         | Competizione                                                                   | Reti                                                                           | Note                                                                           |
| ------------------------------------------------------------------------------ | ------------------------------------------------------------------------------ | ------------------------------------------------------------------------------ | ------------------------------------------------------------------------------ | ------------------------------------------------------------------------------ | ------------------------------------------------------------------------------ | ------------------------------------------------------------------------------ | ------------------------------------------------------------------------------ |
| 20-11-2013                                                                     | Caorle                                                                         | Italia under 20                                                                | 5 – 0                                                                          | Iran under 20                                                                  | Amichevole                                                                     | -                                                                              |                                                                                |
| 5-3-2014                                                                       | Ascoli Piceno                                                                  | Italia under 20                                                                | 0 – 1                                                                          | Polonia under 20                                                               | Amichevole                                                                     | -                                                                              |                                                                                |
| 15-4-2014                                                                      | Offenbach am Main                                                              | Germania under 20                                                              | 0 – 3                                                                          | Italia under 20                                                                | Torneo Quattro Nazioni                                                         | -                                                                              | 89’                                                                            |
| 25-2-2015                                                                      | Montelupo Fiorentino                                                           | Italia under 20                                                                | 6 – 0                                                                          | Qatar under 20                                                                 | Amichevole                                                                     | -                                                                              | 45’                                                                            |
| 31-3-2015                                                                      | Lugano                                                                         | Svizzera under 20                                                              | 0 – 1                                                                          | Italia under 20                                                                | Torneo Quattro Nazioni                                                         | -                                                                              | 45’                                                                            |
| 21-4-2015                                                                      | Frosinone                                                                      | Italia under 20                                                                | 2 – 1                                                                          | Germania under 20                                                              | Torneo Quattro Nazioni                                                         | -                                                                              | 71’                                                                            |
| Totale                                                                         |                                                                                | Presenze                                                                       | 6                                                                              |                                                                                | Reti                                                                           | 0                                                                              |                                                                                |